# 인트라 프레임 부호화

일반적으로 알려진 인접 샘플(블록)이 상측, 상좌측, 상우측, 좌측(A-D)에 위치해 있다.

인트라 프레임 부호화(intra-frame coding)는 동영상 부호화(압축)에 사용된다. ProRes(인터 프레임이 없는 그룹 오브 픽처스 코덱)와 비슷한 인트라 프레임 코덱의 일부이다.
인트라 프레임 예측은 효율적인 델타 코딩을 위해 이미 부호화된 화소로부터 보외법을 통해 예측값을 계산하여 공간 중복(예: 한 프레임 내의 화소 간 연관성)을 활용한다.
동영상 부호화의 두 유형의 예측 부호화 방식 가운데 하나이다. 다른 하나는 시간 중복을 활용하는 인터 프레임 예측이다. 시간 독립 부호화를 의미하는 이른바 인트라 프레임은 인트라 부호화만을 사용한다. 시간 부호화 예측 프레임(예: MPEG의 P- 및 B-프레임)은 인트라 및 인터 프레임 예측을 모두 사용할 수 있다.

## 같이 보기
- 데이터 압축
- 움직임 보상